# Selene Mahri
Selene Mahri (nacida Solveig Ann Mari Eklund; 17 de diciembre de 1924-3 de marzo de 2020), también conocida como Selene Eklund Weaver, fue una modelo y pin-up finlandesa-estadounidense. Durante la Segunda Guerra Mundial, apareció en las portadas de Vogue, Life y Cosmopolitan. También fue la chica del cartel y rostro de WAVES (Women Accepted for Volunteer Emergency Service, «Mujeres Aceptadas para el Servicio Voluntario de Emergencia») y una chica pin-up de Yank, the Army Weekly.
Mahri también era conocida por su vida personal, incluida la de ser la amante del multimillonario naviero griego Stavros Niarchos. También estuvo casada y divorciada de tres millonarios y se le atribuye haber acuñado el dicho: «El matrimonio es una cuestión de dar y recibir. Tú das. Yo recibo».

## Primeros años
Mahri nació como Solveig Ann Mari Eklund en Finlandia, el 17 de diciembre de 1924, de Karl y Thyra Eklund. Se mudó a los Estados Unidos en 1942 con su madre. Según un relato de la revista Life, Mahri y su madre viajaron a Estados Unidos para ver la Exposición Universal y «Estados Unidos parecía un lugar tan pacífico que decidieron quedarse». Mahri no podía hablar inglés cuando llegó y estudió durante dos años para dominarlo. Además de sueco e inglés, Mahri sabía leer en finlandés, danés y alemán. Según los informes, su madre trabajaba como asistente personal de Mary Pickford. Mahri se convirtió en ciudadana estadounidense en 1946.

## Carrera como modelo
Mahri ganó cierta fama por primera vez en agosto de 1942 cuando fue elegida para representar a Nueva York en el certamen Miss America. Fue descalificada de la competencia, y algunas fuentes afirmaron que la descalificación se debió a ser demasiado joven (17 años), y otras afirmaron que se debía a su estatus migratorio o ciudadanía extranjera. Después de ser eliminada del concurso Miss America, el Departamento del Tesoro de Estados Unidos la promovió como «Miss War Bonds».
Mahri se convirtió en modelo para la diseñadora de moda Nettie Rosenstein y, en 1943, para la agencia de modelos John Powers. Su cabello fue descrito como «tan rubio que es casi blanco». Su cuerpo fue descrito como «delgado como una varita mágica» con «líneas encantadoras y fluidas». Ella tenía una altura de 5' 9" (1,75 m) a 5' 10" (1,78 m), pesaba de 120 a 125 libras (54,4 a 56,7 kg) y tenía unas medidas de 34-24-34 pulgadas (86-61-86 cm). Se convirtió en la favorita del fotógrafo John Rawlings y en la «mejor modelo de Manhattan». Apareció en las portadas de la revista Vogue (incluido el 15 de enero de 1943, 1 de septiembre de 1944, y el 15 de diciembre de 1944). También apareció en la portada de otras revistas, incluidas Life (6 de diciembre de 1943,), Cosmopolitan y British Vogue. Dorothy Kilgallen llamó a Mahri «probablemente la modelo más bella de Nueva York» y escribió en octubre de 1944 que Mahri había aparecido en un solo mes en ocho revistas nacionales y cobraba 25 dólares la hora por su trabajo de modelo.
Además de modelar, Mahri se convirtió en la modelo de WAVES (Women Accepted for Volunteer Emergency Service, «Mujeres Aceptadas para el Servicio Voluntario de Emergencia») en 1943. Fue utilizada en la mayoría de los carteles de reclutamiento emitidos por WAVES y «se convirtió en el rostro y la figura de WAVES». También era una chica pin-up de Yank en 1944.
Según la columnista Doris Lilly del Daily News, Mahri llegó a ser conocida como «la personificación de la diosa rubia del hielo». En 1947, cobraba 40 dólares por hora por sus servicios de modelo, lo que estaba muy por encima de las tarifas vigentes en ese momento de 10 a 25 dólares por hora. Señaló que su alta tarifa por hora también garantizaba que los fotógrafos y los clientes se portaran bien: «A ese precio, su tiempo es demasiado valioso. No importa quién sea usted o cuán rico sea, ellos mantienen sus mentes en su trabajo». Y añadió: «Seguí subiendo mi precio para no trabajar, y la gente siguió cumpliéndolo».
Algunos pensaron que Mahri podría haber tenido una carrera como estrella de cine de no haber sido por su «voz extraña y nasal».

## Vida personal
En 1944, Mahri estaba comprometida con Emilio Tagli, un chileno rico. Mahri también tuvo una relación en la década de 1940 con el multimillonario naviero griego casado Stavros Niarchos y fue visto regularmente con él en el Stork Club y El Morocco en Manhattan. Niarchos le compró un coche, una casa adosada, una casa de campo, joyas y dos caniches franceses. Mahri recordó más tarde su atracción por Niarchos porque él tenía «unas manos tan fantásticas, huesudas y degeneradas».
El primer marido de Mahri fue Albert George «Bert» Rupp Jr., con quien se casó en 1947. Se divorciaron en 1949.
El segundo marido de Mahri fue John Wendell «Jack» Anderson Jr. de Grosse Pointe, Míchigan, un industrial de Detroit. Se casaron en 1949 y tuvieron dos hijos, John y Christopher. Se divorciaron en 1957.
El tercer marido de Mahri fue William Merritt Weaver Jr., un rico financiero y operador de minas de tungsteno. Se casaron en 1958 y tuvieron una hija, Wendy Mari. Se divorciaron en 1972. En ese momento, la columnista de periódicos sindicados Suzy escribió que se estaba «divorciando de su tercer marido (y de su tercer millonario)».
Mahri recibió cobertura de prensa por sus relaciones románticas y matrimonios con hombres ricos. Se le atribuyó la invención del dicho: «El matrimonio es una cuestión de dar y recibir. Tú das. Yo recibo».

### Muerte
Selene Mahri murió en Danbury, Connecticut, el 3 de marzo de 2020, a la edad de 95 años.